# Polisunderrättelser

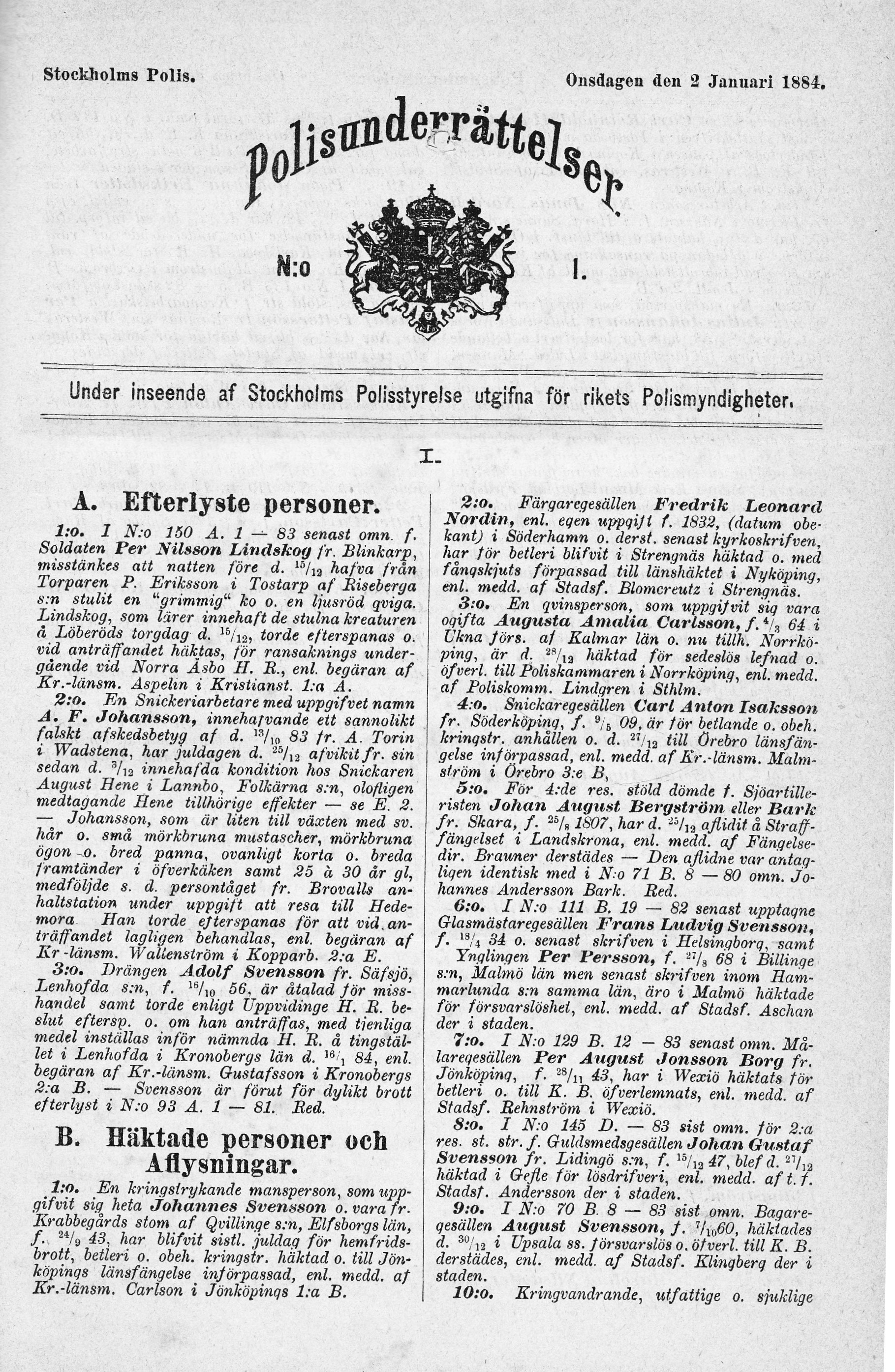
Polisunderrättelser no 1 1884

Polisunderrättelser (PU) var en publikation som utgavs av olika instanser inom den svenska polisen från 1878. Den redigerades vid Detektiva avdelningen vid Stockholmspolisen och utgavs ursprungligen som brev tre gånger i veckan. Den distribuerades till landets polismyndigheter, häkten, domstolar och fängelser. PU innehöll information om lösdrivare, efterlysta och frigivna personer, begångna stölder och liknande.
Med tiden utökades utgivningstakten, till exempel utgavs den en tid med ett nummer om dagen. PU omfattas av sekretess och är hemliga upp till 70 år efter utgivningsdatum. Från 1939 utgavs PU av Statens kriminaltekniska anstalt.
Polisunderrättelser ersattes sedermera av utskick från Kriminalunderrättelsetjänsten.

## Indelning
PU hade ursprungligen fem huvudavdelningar, men rubrikerna kom att ändras under utgivningstiden:
A. Efterlysta personer
B. Häktade personer och avlysningar
C. Diverse underrättelser
D. Uppgift angående frigivning av fångar
E. Stulen och bortkommen egendom